# Deng Yu-cheng
Pour les articles homonymes, voir Deng.
Dans ce nom chinois, le nom de famille, Deng, précède le nom personnel Yu-cheng.
Deng Yu-cheng (en chinois traditionnel : 鄧宇成 ; pinyin : Dèng Yǔchéng) est un archer taïwanais né le 25 avril 1999.
Il a remporté avec Tang Chih-chun et Wei Chun-heng la médaille d'argent du tir à l'arc par équipes masculin aux Jeux olympiques d'été de 2020 à Tokyo.